# Patlabor (OAV 1988)
Patlabor (機動警察パトレイバー?, Kidō keisatsu Patlabor, lett. "Polizia mobile Patlabor") è una serie di OAV, appartenente alla saga di Patlabor creata dal gruppo Headgear. È il primo prodotto di animazione legato a Patlabor.

## Generalità
Quasi in contemporanea con l'inizio della pubblicazione settimanale del manga, il 25 aprile 1988 esce la prima VHS della serie OAV, composta da sette episodi (inizialmente ne erano previsti sei), pubblicati nell'arco di oltre un anno. In questa serie viene proposta la nascita della Seconda Sezione, seguita da altri episodi, alcuni comici, altri dai toni più drammatici, che vedono i protagonisti impegnati in missione.
Il lavoro di sceneggiatura di questa serie è sostanzialmente una bozza, soprattutto se paragonato al manga: effettivamente lo scopo di questi OAV non era tanto creare un'opera compiuta, quanto sondare la risposta del pubblico ad una versione animata in previsione della realizzazione di una più sviluppata serie televisiva (Patlabor). Da questo "calderone di idee" in ogni caso verranno ripresi alcuni spunti per la realizzazione di alcuni episodi della nuova serie e per due dei tre film.

## Edizione italiana
Le due serie OAV (questa e quella del 1990) sono state le prime a giungere in Italia, nel 1994, importate dalla Yamato Video e pubblicate in VHS, nonché le uniche trasmesse su canali televisivi in chiaro: la loro prima TV è avvenuta sul circuito Europa 7 dal 5 ottobre 1998, e in seguito sono state replicate su altre reti locali e su Italia Teen Television. Per le prime messe in onda è stata utilizzata la sigla Patlabor, scritta da Stefano Bersola e Massimo Parretti (ispirandosi liberamente alla prima sigla originale della serie televisiva, Sono mama no kimi de ite) e cantata dallo stesso Stefano Bersola; nelle repliche seguenti è stata rimpiazzata dalle sigle originali giapponesi.
Nel 2006 le due serie sono state ripubblicate sempre dalla Yamato Video in DVD insieme alla serie televisiva. Dal 19 settembre 2013 vengono pubblicate per lo streaming su internet sul canale di YouTube Yamato Animation.

## Episodi
| Nº | Titolo italiano Giapponese 「Kanji」 - Rōmaji                                                  | In onda           | In onda |
| Nº | Titolo italiano Giapponese 「Kanji」 - Rōmaji                                                  | Giapponese        |         |
| 1  | Intervento per il secondo plotone 「第2小隊出動せよ」 - Dainishōtai Shutsudō seyo              | 25 aprile 1988    |         |
| 2  | Longshot 「ロングショット」 - Longushotto                                                      | 25 giugno 1988    |         |
| 3  | Una trappola da 450 milioni di anni 「4億5千万年の罠」 - Yon oku go-sen man nen no Wana        | 25 luglio 1988    |         |
| 4  | Il dramma di L 「Lの悲劇」 - L no Higeki                                                       | 25 settembre 1988 |         |
| 5  | Il giorno più lungo (parte 1) 「二課の一番長い日（前編）」 - Nika no ichiban nagai Hi (Zenpen) | 10 novembre 1988  |         |
| 6  | Il giorno più lungo (parte 2) 「二課の一番長い日（後編）」 - Nika no ichiban nagai Hi (Kōhen)  | 10 dicembre 1988  |         |
| 7  | Squadra veicoli speciali, andate verso nord 「特車隊、北へ」 - Tokushatai, Kita e              | 25 giugno 1989    |         |

Sigla di apertura
- 未来派 Lovers (?, Miraiha Lovers, "Amanti del futurismo"), di Hiroko Kasahara (ep. 1-6)

L'episodio 7 è senza sigle. Nessun episodio ha una sigla di chiusura.